# Mónica Lairana
Mónica Beatriz Lairana Navas (Olivos, Buenos Aires; 10 de septiembre de 1973) es una actriz, directora de cine, guionista y productora de cine argentina. Es ganadora de cuatro premios Cóndor de Plata, un premio Sur y un premio ACE.
Además de su carrera como actriz, Lairana debutó como directora de cine con su cortometraje Rosa que compitió por la Palma de Oro al mejor cortometraje en el Festival Internacional de Cine de Cannes de 2010.

## Biografía
Mónica Lairana nació el 10 de septiembre de 1973 en la localidad de Olivos, Buenos Aires. Es hija de padres bolivianos, su madre Rosario, fue una modista oriunda de La Paz y su padre Roberto, un músico de Santa Cruz de la Sierra, quienes emigraron juntos a Argentina. Su interés por la actuación despertó a los 5 años y cuando tenía 14 comenzó a estudiar teatro en la escuela de Irma Roy, siendo sus primeros profesores Manuel Macarini e Isaac Eisen. Tiempo después, pasó a formarse en la escuela de Raúl Serrano, de la cual egresó en 2001.

## Carrera profesional
En 1992, a la edad de 18 años, Lairana inició su carrera como actriz en televisión cuando debutó en el programa humorístico La estación de Landriscina y ese año también apareció en el programa El palacio de la risa. En 1993, debutó en la telecomedia Amigos son los amigos de Telefe en el papel de la novia de Walter.
Su primer papel en cine fue en la película estadounidense Evita (1996) de Alan Parker, donde interpretó a un estrella joven que tiene una audición y realizó los coros en el cuadro musical de la canción «Another Suitcase in Another Hall» interpretada por Madonna. Después, Lairana debutó en teatro con la obra Ambiciones (1997) en el teatro Colonial.
Aunque no fue hasta el 2004, cuando Lairana adquirió reconocimiento por protagonizar la película dramática El cielito y luego fue elegida para interpretar a Tita Merello en la telenovela Pare Coraje de Canal 13. Ese mismo año, protagonizó la obra teatral El difunto en el papel de Julia. Más tarde, Lairana comenzó a incursionar en la dirección de cine con los cortometrajes Rosa (2010) y María (2013).
Luego, Lairana protagonizó en cines la cinta de misterio Marea baja (2013) y la película de terror Mujer lobo (2013). En 2014, adquirió visibilidad tras coprotagonizar junto a Joaquín Furriel la película de crimen El patrón: radiografía de un crimen y ese año dirigió el segmento Emilia perteneciente al documental Sucesos intervenidos. En 2018, debutó como directora en su primer largometraje de ficción titulado La cama que se exhibió por primera vez durante Festival Internacional de Cine de Berlín en la sección forum del cine joven. La película y el trabajo de Lairana tuvieron una recepción favorable en los festivales, siendo acreedora del galardón a mejor directora argentina en el Festival Internacional de Cine de Mar del Plata.

## Filmografía

### Cine
| Año  | Título                              | Papel                   | Notas                        |
| ---- | ----------------------------------- | ----------------------- | ---------------------------- |
| 1996 | Evita                               | Estrella en la audición |                              |
| 2004 | El cielito                          | Mercedes                |                              |
| 2004 | El abiso, érase una vez un niño     | Ella                    | Cortometraje                 |
| 2005 | Cruzaron el disco                   |                         |                              |
| 2007 | El desierto negro                   | Carmen                  |                              |
| 2007 | El niño de barro                    | Aurelia Estévez         |                              |
| 2008 | El sueño del perro                  | Mujer                   |                              |
| 2009 | Mentiras piadosas                   | La criada               |                              |
| 2009 | Las pelotas                         | Silvia                  | Cortometraje                 |
| 2010 | Agua y sal                          | Adela                   |                              |
| 2010 | Rosa                                | N/A                     | Como directora               |
| 2012 | Historias breves 7                  | Ruby                    | Segmento: La última parada   |
| 2012 | A la deriva                         | María                   |                              |
| 2013 | Marea baja                          | Noemí                   |                              |
| 2013 | Mujer lobo                          | María / Mujer lobo      |                              |
| 2013 | María                               | N/A                     | Como directora               |
| 2013 | Espacio personal                    | Carla                   | Cortometraje                 |
| 2014 | Diciembre                           | Clara                   | Cortometraje                 |
| 2014 | El patrón: radiografía de un crimen | Gladys                  |                              |
| 2014 | Sucesos intervenidos                | N/A                     | Como directora               |
| 2015 | Los del suelo                       | Elba Bordón             |                              |
| 2015 | Historias breves 10                 | Elisa Quiroga           | Segmento: Una de esas noches |
| 2016 | El aprendiz                         | Mimi                    |                              |
| 2017 | Ley primera                         | Mamá de Cholito         |                              |
| 2017 | Maracaibo                           | Mamá de Ricky           |                              |
| 2017 | Veredas                             | Verónica                |                              |
| 2017 | Madraza                             | Mamá de Vanina          |                              |
| 2018 | La cama                             | N/A                     | Como directora               |
| 2019 | Río                                 |                         |                              |
| 2020 | Karnawal                            | Rosario                 |                              |
| 2020 | Las credenciales                    |                         | Cortometraje                 |
| 2020 | Lo que tenemos                      | Francisca               |                              |
| 2020 | Gotas de lluvia                     | Ivana Rosales           |                              |
| 2020 | Ecosistemas de la Costanera Sur     | Ella misma              | Película documental          |
| 2021 | Flipper                             | Suicida                 |                              |
| 2023 | Ofrenda                             | N/A                     | Como directora               |
| 2023 | El pensamiento analógico            | N/A                     | Como guionista               |
| 2024 | La noche adentro                    | María                   |                              |

### Televisión
| Año  | Título                     | Papel           | Notas                           |
| ---- | -------------------------- | --------------- | ------------------------------- |
| 1992 | La estación de Landriscina | Varios          |                                 |
| 1992 | El palacio de la risa      | Varios          |                                 |
| 1993 | Amigos son los amigos      | Novia de Walter |                                 |
| 1995 | Dulce Ana                  |                 |                                 |
| 1995 | La familia Benvenuto       |                 |                                 |
| 1996 | El último verano           |                 |                                 |
| 1997 | De corazón                 |                 |                                 |
| 1998 | Verano del 98              |                 |                                 |
| 2000 | Por ese palpitar           |                 |                                 |
| 2002 | Anillo de humo             |                 | Película para televisión        |
| 2002 | Los simuladores            |                 |                                 |
| 2003 | Historias del crimen       |                 |                                 |
| 2004 | Pare Coraje                | Tita Merello    |                                 |
| 2008 | Epitafios                  | Mujer policía   | 2 episodios                     |
| 2009 | Tratame bien               |                 |                                 |
| 2011 | Decisiones de vida         | Mainqué         | Episodio: «Espejos deformantes» |
| 2011 | Televisión x la inclusión  | Natalia         | Episodio: «La violinista»       |
| 2012 | Los pibes del puente       | Rosa            |                                 |
| 2012 | Presentes                  | Mamá de Mariana |                                 |
| 2012 | Sos mi hombre              |                 |                                 |
| 2013 | Aquellos días felices      | Verónica        |                                 |
| 2013 | Combatientes               | Irene Gutiérrez |                                 |
| 2016 | Las palomas y las bombas   | Betty           |                                 |

## Teatro
| Año        | Título                         | Papel      | Lugar                          |
| ---------- | ------------------------------ | ---------- | ------------------------------ |
| 1997       | Ambiciones                     |            | Teatro Colonial                |
| 1999       | La cantante calva              |            | Centro Cultural Torquato Tasso |
| 2000       | La lección de anatomía         |            | Teatro Concert                 |
| 2001       | Radiomensajes                  |            | Teatro La Máscara              |
| 2003       | Blanco sobre blanco            |            | Teatro La Comedia              |
| 2003       | El himno                       |            | Teatro Margarita Xirgu         |
| 2004       | El difunto                     | Julia      | Teatro El Gran Crespo          |
| 2005       | Suite                          |            | Teatro La Tertulia             |
| 2009, 2011 | La piletita                    |            | Teatro El Piccolino            |
| 2009-2010  | Agosto, Condado Osage          | Blanca     | Teatro Lola Membrives          |
| 2009       | Rosita, de cómo pasa el tiempo | Voz en off | Teatro El Piso                 |
| 2024       | Amiga bruja                    |            | Microteatro                    |

## Premios y nominaciones
| Año  | Organización                                    | Categoría               | Trabajao                            | Resultado | Ref(s) |
| ---- | ----------------------------------------------- | ----------------------- | ----------------------------------- | --------- | ------ |
| 2009 | Premios ACE                                     | Revelación femenina     | Agosto, Condado Osage               | Ganadora  | [ 9 ]  |
| 2010 | Festival de Cannes                              | Mejor cortometraje      | Rosa                                | Nominada  | [ 10 ] |
| 2010 | Festival Internacional de Cine de Guanajuato    | Mención de honor        | Rosa                                | Ganadora  | [ 11 ] |
| 2011 | Festival Internacional de Cine de Miami         | Gran premio del jurado  | Rosa                                | Nominada  | [ 12 ] |
| 2014 | Premios Cóndor de Plata                         | Mejor cortometraje      | María                               | Ganadora  | [ 13 ] |
| 2014 | Festival de Cine Latinoamericano de La Plata    | Mejor actriz            | Mujer lobo                          | Ganadora  | [ 14 ] |
| 2015 | Premios Nuevas Miradas en la Televisión         | Mejor actriz            | Aquellos días felices               | Nominada  | [ 15 ] |
| 2015 | Premios Cóndor de Plata                         | Mejor actriz            | Mujer lobo                          | Nominada  | [ 16 ] |
| 2015 | Festival Internacional de Cine de Puerto Madryn | Mejor actriz            | El patrón: radiografía de un crimen | Ganadora  | [ 17 ] |
| 2015 | Festival Internacional de Cine de Mar del Plata | Mejor actriz argentina  | El patrón: radiografía de un crimen | Ganadora  | [ 14 ] |
| 2016 | Premios Cóndor de Plata                         | Mejor actriz de reparto | El patrón: radiografía de un crimen | Ganadora  | [ 18 ] |
| 2018 | Festival Nuevos Horizontes de Polonia           | Gran premio del jurado  | La cama                             | Nominada  | [ 19 ] |
| 2018 | Festival Internacional de Cine de Kerala        | Mejor película          | La cama                             | Nominada  | [ 20 ] |
| 2019 | Premios Cóndor de Plata                         | Mejor ópera prima       | La cama                             | Ganadora  | [ 21 ] |
| 2021 | Premios Sur                                     | Mejor actriz de reparto | Karnawal                            | Ganadora  | [ 22 ] |
| 2022 | Premios Cóndor de Plata                         | Mejor actriz de reparto | Karnawal                            | Ganadora  | [ 23 ] |